# Jens Voigt

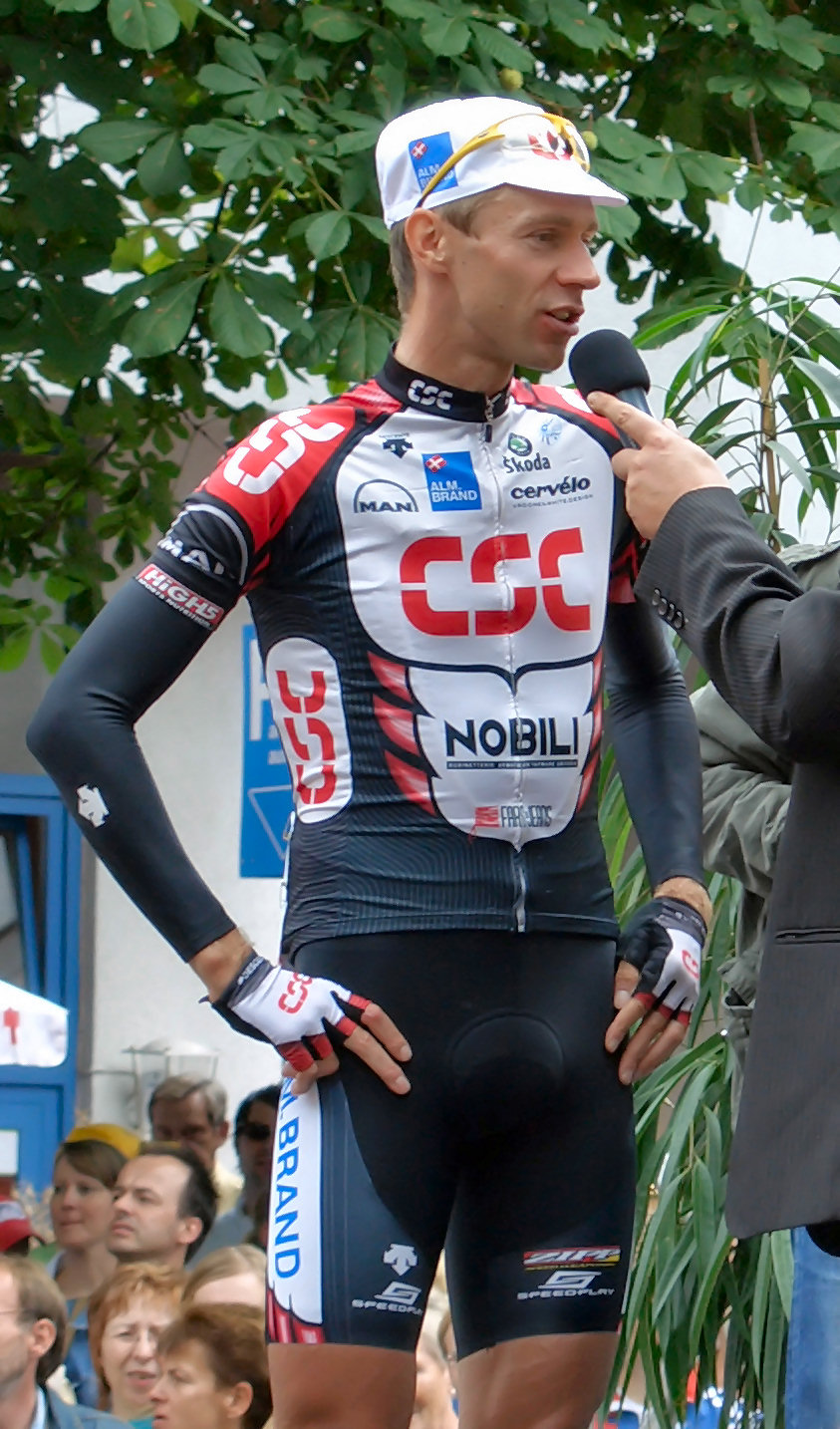
Jens Voigt

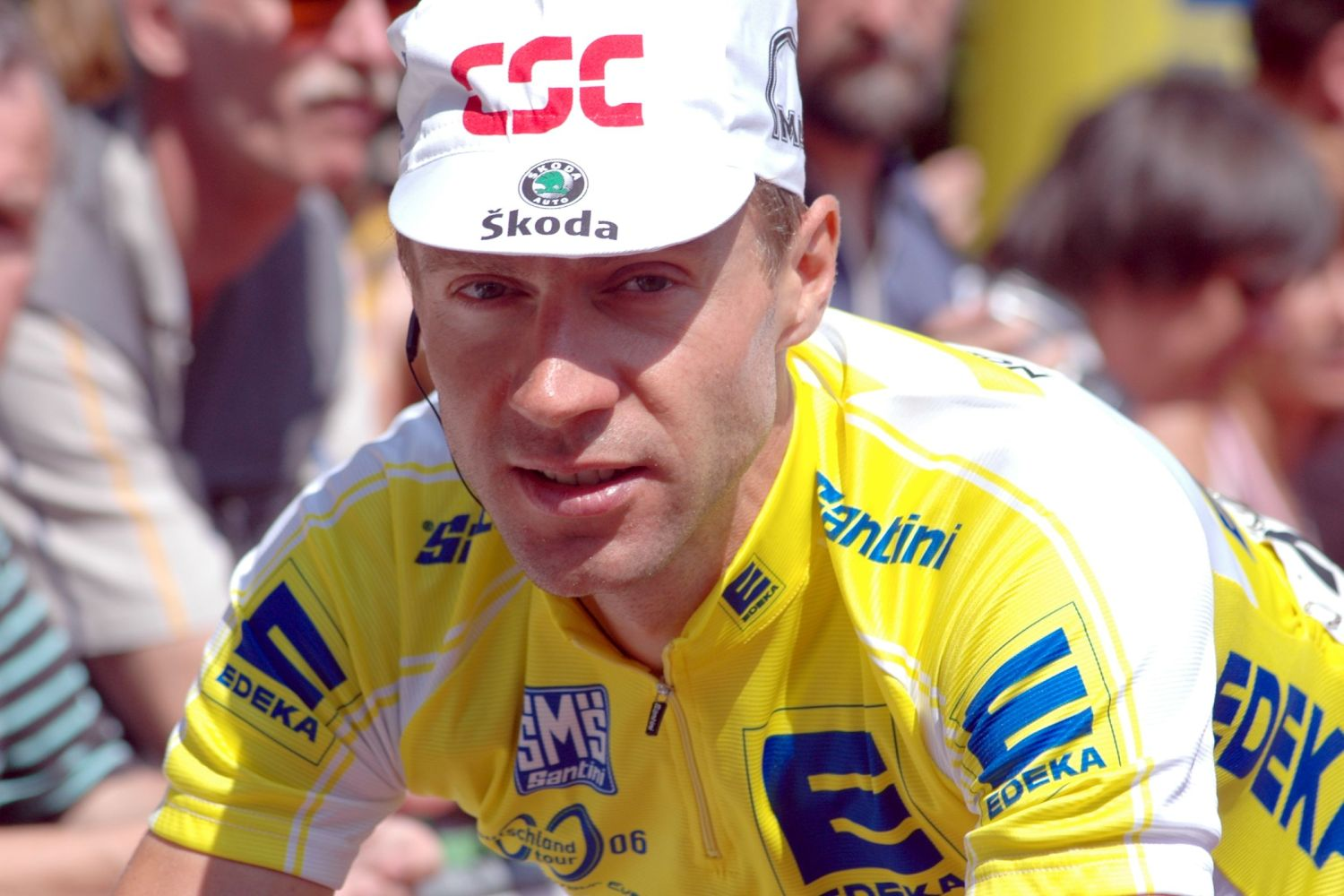
Jens Voigt, Volta a Alemanya 2006

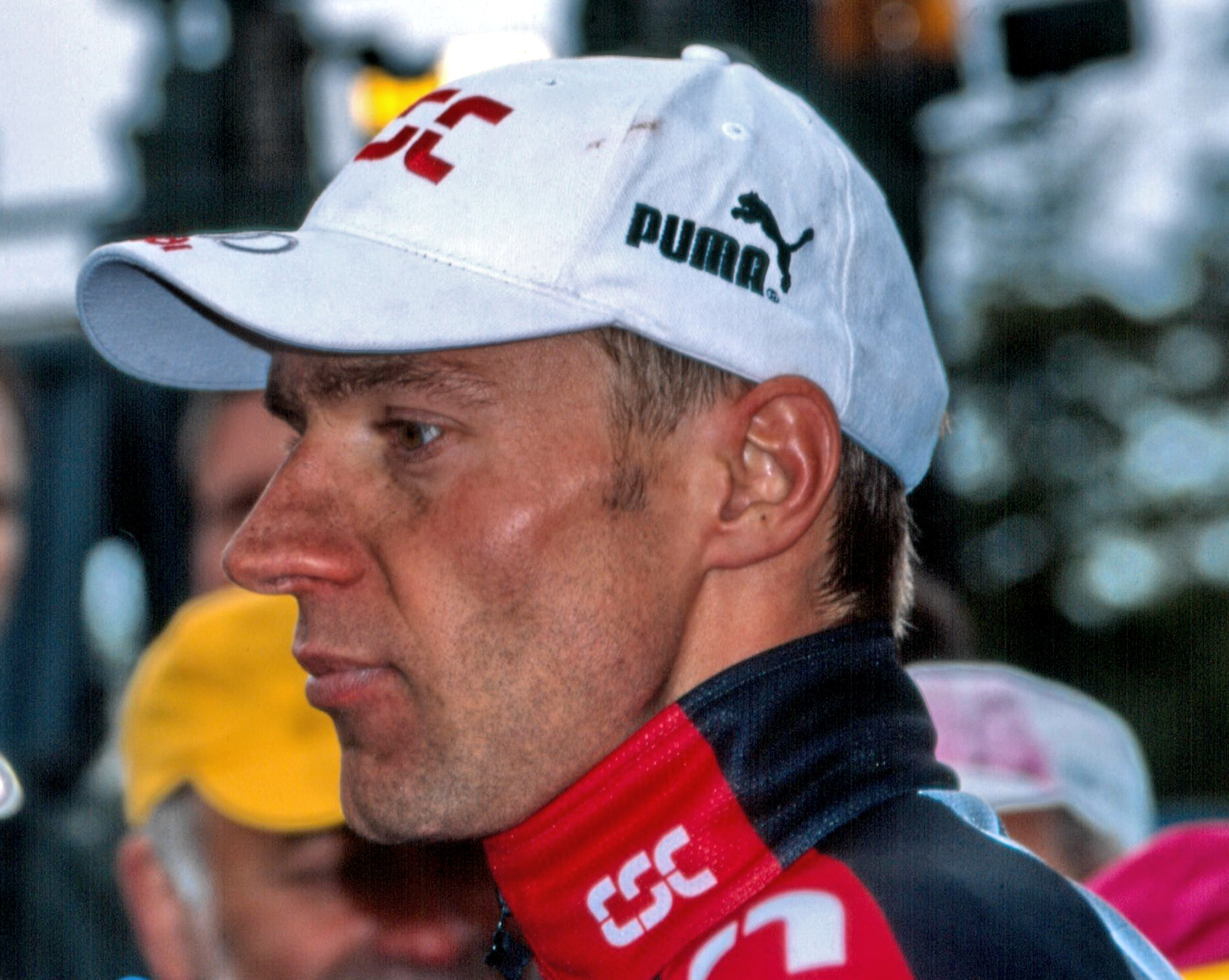
Jens Voigt amb els colors del Team CSC

Jens Voigt (Grevesmühlen, 17 de setembre de 1971) és un ciclista alemany professional des del 1997 fins al 2014.
Bon escalador, en el seu palmarès hi ha més de 60 victòries, en què destaquen dues etapes al Tour de França i una al Giro d'Itàlia, així com la Volta a Alemanya de 2006 i 2007 i la Volta a Polònia de 2008.
El 18 de setembre de 2014, amb 43 anys, va batre el rècord de l'hora amb una distància de 51,115 km.

## Palmarès
- 1994
  - 1r a la Cursa de la Pau
  - 1r a la Niedersachsen-Rundfahrt
  - 1r a la Commonwealth Bank Classic
- 1995
  - Vencedor d'una etapa del Tour de Normandia
- 1996
  - 1r al Sachsen-Tour i vencedor d'una etapa
  - Vencedor d'una etapa del Rapport Tour
  - Vencedor d'una etapa de la Hessen-Rundfahrt
  - Vencedor d'una etapa de la Rheinland-Pfalz Rundfahrt
- 1997
  - 1r a la Niedersachsen-Rundfahrt i vencedor d'una etapa
  - Vencedor d'una etapa del Sachsen-Tour
- 1998
  - Vencedor d'una etapa de la Volta al País Basc
- 1999
  - 1r al Critèrium Internacional
  - 1r al Gran Premi Breitling (amb Chris Boardman)
  - 1r al Duo Normand (amb Chris Boardman)
  - Vencedor d'una etapa de la Ruta del Sud
- 2000
  - 1r al Gran Premi Cholet-País del Loira
  - 1r a la Bayern Rundfahrt
- 2001
  - 1r al Gran Premi de les Nacions
  - 1r al Tour de Poitou-Charentes
  - 1r a la Bayern Rundfahrt i vencedor d'una etapa
  - 1r al Duo Normand (amb Jonathan Vaughters)
  - Vencedor d'una etapa del Tour de França
  - Vencedor d'una etapa del Critèrium del Dauphiné Libéré
  - Vencedor d'una etapa de la Ruta del Sud
- 2002
  - Vencedor d'una etapa del Critèrium Internacional
- 2003
  - 1r al Tour de Poitou-Charentes i vencedor d'una etapa
  - 1r a la París-Bourges
  - Vencedor d'una etapa del Critèrium Internacional
- 2004
  - 1r al Critèrium Internacional i vencedor de 2 etapes
  - 1r a la Bayern Rundfahrt
  - 1r a la LuK Challenge (amb Bobby Julich)
  - Vencedor d'una etapa de la Volta a Dinamarca
  - Vencedor d'una etapa de la Volta al País Basc
- 2005
  - 1r al Tour del Mediterrani i vencedor de 2 etapes
  - 1r a la LuK Challenge (amb Bobby Julich)
  - Vencedor d'una etapa de l'Etoile de Bessèges
  - Vencedor d'una etapa de la París-Niça
  - Vencedor d'una etapa de la Volta al País Basc
  - Vencedor d'una etapa de la Bayern Rundfahrt
- 2006
  - 1r a la Copa d'Alemanya de ciclisme
  - 1r a la Volta a Alemanya i vencedor de 3 etapes
  - 1r a la Rund um die Hainleite
  - 1r a la Sparkassen Giro Bochum
  - Vencedor d'una etapa del Tour de França
  - Vencedor d'una etapa del Ster Elektrotoer
- 2007
  - 1r a la Copa d'Alemanya de ciclisme
  - 1r a la Volta a Alemanya i vencedor d'una etapa
  - 1r al Critèrium Internacional i vencedor d'una etapa
  - Vencedor d'una etapa de la Volta a Califòrnia
  - Vencedor d'una etapa de la Volta al País Basc
- 2008
  - 1r al Critèrium Internacional
  - 1r a la Volta a Polònia i vencedor d'una etapa
  - Vencedor d'una etapa al Giro d'Itàlia
- 2009
  - 1r al Critèrium Internacional i vencedor d'una etapa
- 2010
  - 1r a la Challenge de Mallorca
  - 1r a la Rund um Sebnitz
  - Vencedor d'una etapa de la Volta a Catalunya
- 2012
  - Vencedor d'una etapa de la Volta a Califòrnia
- 2013
  - Vencedor d'una etapa de la Volta a Califòrnia

### Resultats al Tour de França
- 1998. 83è de la classificació general
- 1999. 60è de la classificació general
- 2000. 60è de la classificació general
- 2001. 46è de la classificació general. Vencedor d'una etapa.  Porta el mallot groc durant 1 etapa
- 2002. 110è de la classificació general
- 2003. Abandona (11a etapa)
- 2004. 35è de la classificació general
- 2005. Fora de control (11a etapa).  Porta el mallot groc durant 1 etapa
- 2006. 53è de la classificació general. Vencedor d'una etapa
- 2007. 28è de la classificació general
- 2008. 37è de la classificació general
- 2009. Abandona (16a etapa)
- 2010. 126è de la classificació general
- 2011. 67è de la classificació general
- 2012. 52è de la classificació general
- 2013. 67è de la classificació general
- 2014. 108è de la classificació general

### Resultats al Giro d'Itàlia
- 2006. 37è de la classificació general
- 2008. 53è de la classificació general. Vencedor d'una etapa
- 2009. 48è de la classificació general